# Séamas Dall Mac Cuarta
Séamas Dall Mac Cuarta (c. 1647? - 1733) foi um poeta irlandês. Foi o fundador duma escola de poetas irlandeses dos séculos XVII e XVIII, no sudeste da província do Ulster e ao norte de Leinster. O trabalho de Mac Cuarta surgiu numa região sem tradição na poesia, ao contrário do noroeste do Ulster, e inspirou vários seguidores, como Peadar Ó Doirnín e Art Mac Cumhaigh:
A obra de Mac Cuarta e os seus seguidores pode ter sido uma resposta consciente às pressões impostas pela anglicização e ao subsequente colapso da ordem social gaélica tradicional do Eire.
Traduções mais antigas das suas obras para o inglês, usam a forma inglesa do seu nome, James McCuairt, ou ocasionalmente James Courtney.

## Trabalhos
Os seus trabalhos denotam forte ligação com tradições literárias muito antigas, influência da música popular contemporânea e das baladas. Citando Nollaig Ó Muraíle, "a poesia de Mac Cuarta reflete a literatura e história irlandesas, os clássicos (grego e latim) e a Bíblia".

### Influências políticas
Os seus poemas têm uma ressonância muito forte da turbulência política do período ou, como disse Muraíle, 'grande parte da obra de Mac Cuarta ecoa os eventos políticos da sua época, como a batalhade Aughrim (1691) - que inspirou Tuireamh Shomhairle Mhic Dónaill (um lamento por um líder católico que pereceu nessa batalha) - e a subsequente subjugação do povo Irlandês à mão dos ingleses, que são considerados invasores e heréticos.

## Morte
Séamas Dall Mac Cuarta morreu em 1733 e foi sepultado numa cova sem marca no antigo cemitério de Monknewton, County Meath.